# Kermanska nizina
Kermanska nizina je nizinsko područje u porječju rijeke Nila. 

## Zemljopisni položaj
Nalazi se u Sudanu, tik nizvodno od 3. nilskog katarakta, oko položaja 19° 22' 60" sjeverne zemljopisne širine i 30° 28' 60" istočne zemljopisne dužine.

## Osobine
Najveći je dio naplavne ravnice na "Donogola Reachu".
Redovne godišnje nilske poplave mogu potopiti i do 283 km četvorna ove ravnice, ali u prosjeku se poplavi polovica te površine. 

Ova poplavljivanja stvaraju velike površine obradive zemlje izmešu Asuana i 4. katarakta.

Ovakve poljodjelske pogodnosti su dovele još u starom vijeku do visoke gustoće naseljenosti, tako da je Kermanska nizina bila jednim od središnjih dijelova Nubije.

Starinski grad Kerma, po kojem je ova nizina dobila ime je bio središnjim gradom Kermanskog Kraljevstva. 

## Vanjske poveznice
- JSTOR Kerma: Uspon jedne afričke uljudbe
- Satelliteviews.net  Arhivirana inačica izvorne stranice od 20. veljače 2021. (Wayback Machine) Satelitska snimka
- C Group and Pan Grave Cultures Kermanska kultura